# No Code Tour
Il No Code Tour fu il tour intrapreso dai Pearl Jam, per promuovere il loro quarto album, No Code.
Come il precedente tour, fu di breve durata perché la band continuò il suo boicottaggio nei confronti degli show organizzati dal colosso Ticketmaster.

## Date

### Warm-Up Shows
- 24/09/96 -  Seattle, Washington, USA - The Showbox

### Nord America
- 16/09/96 -  Seattle, Washington, USA - KeyArena
- 21/09/96 -  Toronto, Ontario, Canada - Maple Leaf Gardens
- 22/09/96 -  Toledo, Ohio, USA - Savage Hall
- 24/09/96 -  Columbia, Maryland, USA - Merriweather Post Pavilion
- 26/09/96 -  Augusta, Maine, USA - Augusta Civic Center
- 28/09/96 -  New York, New York, USA - Downing Stadium
- 29/09/96 -  New York, New York, USA - Downing Stadium
- 01/10/96 -  Buffalo, New York, USA - HSBC Arena
- 02/10/96 -  Hartford, Connecticut, USA - New England Dodge Music Center
- 04/10/96 -  Charlotte, Carolina del Nord, USA - Memorial Stadium
- 05/10/96 -  Charleston, Carolina del Sud, USA - North Charleston Coliseum
- 07/10/96 -  Fort Lauderdale, Florida, USA - Fort Lauderdale Stadium
- 19/10/96 -  Mountain View, California, USA - Shoreline Amphitheatre
- 20/10/96 -  Mountain View, California, USA - Shoreline Amphitheatre

### Europa
- 24/10/96 -  Cork, Irlanda - Green Glens Arena
- 26/10/96 -  Dublino, Irlanda - Point Theatre
- 28/10/96 -  Londra, Inghilterra - Wembley Arena
- 29/10/96 -  Londra, Inghilterra - Wembley Arena
- 01/11/96 -  Varsavia, Polonia - Torwar Hall
- 03/11/96 -  Berlino, Germania - Deutschlandhalle
- 04/11/96 -  Amburgo, Germania - Alsterdorfer Sporthalle
- 06/11/96 -  Amsterdam, Paesi Bassi - RAI Parkhal
- 07/11/96 -  Parigi, Francia - Le Zénith
- 09/11/96 -  Zurigo, Svizzera - Hallenstadion
- 10/11/96 -  Innsbruck, Austria - Olympiahalle (CANCELLATA)
- 12/11/96 -  Roma, Italia - Palaeur
- 13/11/96 -  Milano, Italia - Mediolanum Forum
- 15/11/96 -  Praga, Repubblica Ceca - Sports Hall
- 17/11/96 -  Budapest, Ungheria - Sports Hall
- 19/11/96 -  Istanbul, Turchia - World Trade Center
- 21/11/96 -  Barcellona, Spagna - Sports Palace
- 22/11/96 -  San Sebastián, Spagna - Anoeta Velodrome
- 24/11/96 -  Cascais, Portogallo - Dramatico
- 25/11/96 -  Cascais, Portogallo - Dramatico

## Formazione
- Jeff Ament - Basso
- Stone Gossard - Chitarra ritmica
- Mike McCready - Chitarra solista
- Eddie Vedder - Voce, chitarra
- Jack Irons - Batteria

## Gruppi di spalla
Warm-Up Shows
- Gus - (14/09/96)

Nord America
- Fastbacks - (16/09/96 - 07/10/96)
- Ben Harper - (28/09/96 - 29/09/96, 04/10/96)

Europa
- Fastbacks - (24/10/96 - 13/11/96, 17/11/96 - 25/11/96)